# 天田二 (牛宿)
摩羯座ω，又名CD-2715082，HD 198542、SAO 189781、HR 7980，是摩羯座的一颗恒星，视星等为4.11，位于銀經18.46，銀緯-37.18，其B1900.0坐标为赤經20h 45m 51.3s，赤緯-27° -37.18′ 36″。